# 電波探信儀
電波探信儀（でんぱたんしんぎ）は、日本海軍でのレーダーの呼称。通称電探。

## 要素技術
1930年頃から第二次世界大戦の開戦時点までの日本のレーダー技術に関わる要素技術は既に相応のレベルにまで達していた。特にマグネトロン、八木・宇田アンテナ、電波高度計の3要素については、日本が先鞭を付けていた技術領域であった。
マグネトロン
マイクロ波の発生装置であるマグネトロンは、1932年には日本無線と海軍技術研究所との間で「マグネトロンの共同研究」の正式契約が結ばれ、1936年頃にはすでにいくつかの試作装置が完成していた。
八木・宇田アンテナ

電波高度計
東北帝大の松尾貞郭が1932年から研究を始めていたが、実用化までには至らなかった。

## 開発の経緯
日本海軍では1936年（昭和11年）にレーダー研究の提案がなされたが提案は却下された。1939年（昭和14年）に「暗中測距」の名称で研究に着手し、翌年秋の大観艦式の際に艦船からの波長10 cmの反射波が捉えられ、レーダー開発の可能性がもたらされた。1941年（昭和16年）6月にイギリス政府が本土防空戦で威力を発揮したことを公式に発表すると、日本海軍でも急遽開発に本腰を入れることとなった。開発は波長10 m以下のメートル波と波長10 cmのマイクロ波（センチ波）の2本立てで進められた。
1941年に、ドイツのウルツブルグ・レーダーが戦果に結びついているという報を受けて、44名からなる調査団を派遣した。当時の日本のマグネトロンは波長10 cmで500 Wの連続出力という性能であったが、ドイツのレーダーはそれを上回る性能であった。アドルフ・ヒトラーとの交渉を経て設計図を持ち帰り、製作を始めた。これ以降は海軍の理解が進み実戦配備が急がれ、潜水艦や駆逐艦などを含めて殆どの艦艇に装備された。

## 命名法
開発した電探はその目的により以下に分けられた。
- 一号 : 陸上見張用
- 二号 : 艦載見張用
- 三号 : 艦載水上射撃用
- 四号 : 陸上対空射撃用
- 五号 : 航空機用（PPIスコープ使用）
- 六号 : 陸上誘導用

それに完成順に一型、二型と型を割り振って命名、小改造の場合は改番号を末尾に付加した。更に兵器として採用された場合は名称の先頭に年号を付加する（採用前は仮称を付加）。よって正式名称は例えば「三式一号電波探信儀一型改一」のようになる。略称として「一号一型改一」や「一一号改一電探」等が使われている。

## 主な電探
三号電波探信儀
このレーダーは発信機と受信機を離れた場所に設置する対空用レーダー。通常のレーダーのようなパルス波ではなく連続波を送信し、送信アンテナと受信アンテナの間を航空機が通過すると、受信される電波が変調するので探知ができる。波長7.5 m、警戒線の長さ100 km、幅10 km。数十台が試作されたが次に記述する一号一型が実用に近づいたため開発は中止された。
命名は三号となっているが 艦載水上射撃用レーダーではない。
一号一型
陸上設置の対空監視用メートル波レーダー。この型からは現在の通常のレーダーと同じ反射した電波の返ってくる時間を測定するいわゆる「山びこ」方式となった。波長3 m、尖頭出力10 kW、測定は最大感度法。捕捉性能は単機の艦上攻撃機で70 kmであった。1941年（昭和16年）10月に横須賀市野比海岸で実験が行われ、11月から12月に1号機が千葉県勝浦に設置された。また2号機は横須賀市衣笠に設置された。年末までに50基を製作するように要求され、翌年2月までに30基を生産、主に南方の占領地域各地に設置された。当初は故障が頻発し、部品の交換などをして安定して動作したのは同年9月ころのことであった。同年末ころに尖頭出力を40 kWにまで増大した改良型が登場し単機で130 kmから捕捉できるようになった。このレーダーは一号一型改一と命名され、既存のものはこの型に改修された。
一号一型の欠点は容積が大きく、重量が8.7トンもあったことである。そのため設置に多大な資材と労力がかかり、1944年（昭和19年）末に設置が中止された。それまでに百数十台が製造されたという。
一号二型
一号一型が重量過大で容積も大きかったため、波長を短縮して重量を軽減、トレーラー上に設置して移動可能としたタイプ。波長1.5 m、尖頭出力5 kW、測定は最大感度法、重量6トン。性能は単機で50 km、編隊で100 kmだった。大戦初期に前線に進出したがまだ重量が重く容易に移動できないため、多少性能が落ちても良いのでより軽いレーダーが要望された。そのため生産台数は約100台に留まった。
一号三型
詳細は三式一号電波探信儀三型を参照のこと。生産台数2000台。
一号四型
B-29の編隊を距離500 kmで探知すること目標にし、波長6 m、尖頭出力100 kWとする。測定は従来と同じ最大感度法。1945年（昭和20年）以降、5台が試作され、うち3台が配備された。六号一型、六号二型の項も参照のこと。
二号一型
詳細は二式二号電波探信儀一型を参照のこと。
二号二型
詳細は仮称二号電波探信儀二型を参照のこと。改良が進められ最終的に射撃用としても使用された。1000台以上量産され、ほとんどの艦艇に装備された。
二号三型
1944年（昭和19年）3月の会議に於いて多少の精度が悪くても6月までに射撃用レーダーを開発、整備すべき、と決議され、開発に集中し完成させた。波長0.6 m、尖頭出力5 kW、測定は等感度法、重量1トン。アンテナは直径1.7 mのパラボラアンテナを採用した。同年7月に一応の完成を見たが、探知距離に不満が残り、また水上艦艇の多くは既にリンガ泊地に進出済みで、その後のレイテ沖海戦で多くの艦艇が喪失したため、艦艇装備の機会を失った。
三号一型
次に述べる三号二型の小型軽量化した改良型。波長0.1 m、尖頭出力2 kW、測定は最大感度法、重量1トン。アンテナはパラボラアンテナを採用し同軸ケーブルで機器と接続、アンテナのみ回転する方式に変更された。完成が遅かったため艦艇には搭載されなかった。
三号二型
二号三型と同じ経緯で1944年（昭和19年）7月に一応の完成を見た。波長0.1 m、尖頭出力2 kW、測定は等感度法、重量5トン。感度を増すためにアンテナは大型の角形電磁ラッパを採用、送受信機も一体となって回転する方式とした。しかし重量、容積共に大きすぎ、艦艇への装備は見送られた。生産台数60台。
三号三型
既存の二号二型に小改造を施して射撃用レーダーにしたもの。波長0.1 m、尖頭出力2 kW、測定は等感度法、重量800 kg。アンテナは送信用1個、受信用2個の角形ラッパを既存の架台に装備した。三号一型同様、完成が遅かったため艦艇には搭載されなかった。
四号一型
フィリピンで捕獲したアメリカ陸軍CR-268を原型とする陸上設置用対空射撃レーダー。波長1.5 m、尖頭出力13 kW、測定は等感度法、重量5トン。送信、方位測定用受信、角度測定用受信アンテナをそれぞれ4✕4、4✕4、2✕6の八木・宇田アンテナを使用し測距精度100 m、測角精度1.5度を実現したもの。1943年（昭和18年）夏に第1号機が完成し東京都月島に設置、実用実験が行われた後にラボール中央高台砲台に送られ相当戦果をあげた。その後は海上輸送が困難となり台湾や本土に設置された。生産台数50台。
四号二型
シンガポールで捕獲したイギリス陸軍SLC装置の資料を元に製作された対空射撃レーダー。四号一型より軽量のため艦載用とされたが能力不足のため後に陸上用とする。波長1.5 m、尖頭出力13 kW、測定は等感度法、重量5トン。アンテナは八木・宇田アンテナで送信用1、受信用4基を装備、測距精度50 m、測角精度1度だった。第1号機は1942年（昭和17年）12月に完成し館山砲術学校に設置、試験された。その後出力を倍加するなどの改良を加えた改二が製造された。生産台数は四号二型30台、改一が20台、改二が70台製造されたが、実際に設置されたのは十数台に留まった
四号三型
四号二型と同じSLC装置の資料を元に製作された探照燈用レーダー。要目は四号二型とほぼ同一。1943年（昭和18年）8月に戦艦「山城」に搭載されて実験が行われたが当時のレーダー開発状況では夜戦は回避すべきとされ艦載は断念された。陸上用には更に大型化した改一、出力を倍加させた改二が開発され探照燈用レーダーとしては満足する性能を得たが、終戦間際になってアメリカ軍の妨害電波のために無力化された。
六号一型、六号二型
六号一型は二号三型の出力を10 kWに倍増しアンテナ直径を7 mに改造したもので略称SB、六号二型は一号三型を等感度方式に改めたもので通称浜六二、B-29の迎撃システムの一環として開発された。つまり、一号四型でB-29を500 km遠方で探知し六号一型で距離と高度を測定し進路を決定、六号二型は敵味方装置と合わせて味方の位置を確認しそれにより味方戦闘機をB-29まで誘導する、というシステムだった。1945年（昭和20年）3月に1号機が完成、訓練が開始されたが終戦間際だったためそれぞれ1台のみの製造に終わった。